# カウ高校とパハラ小学校

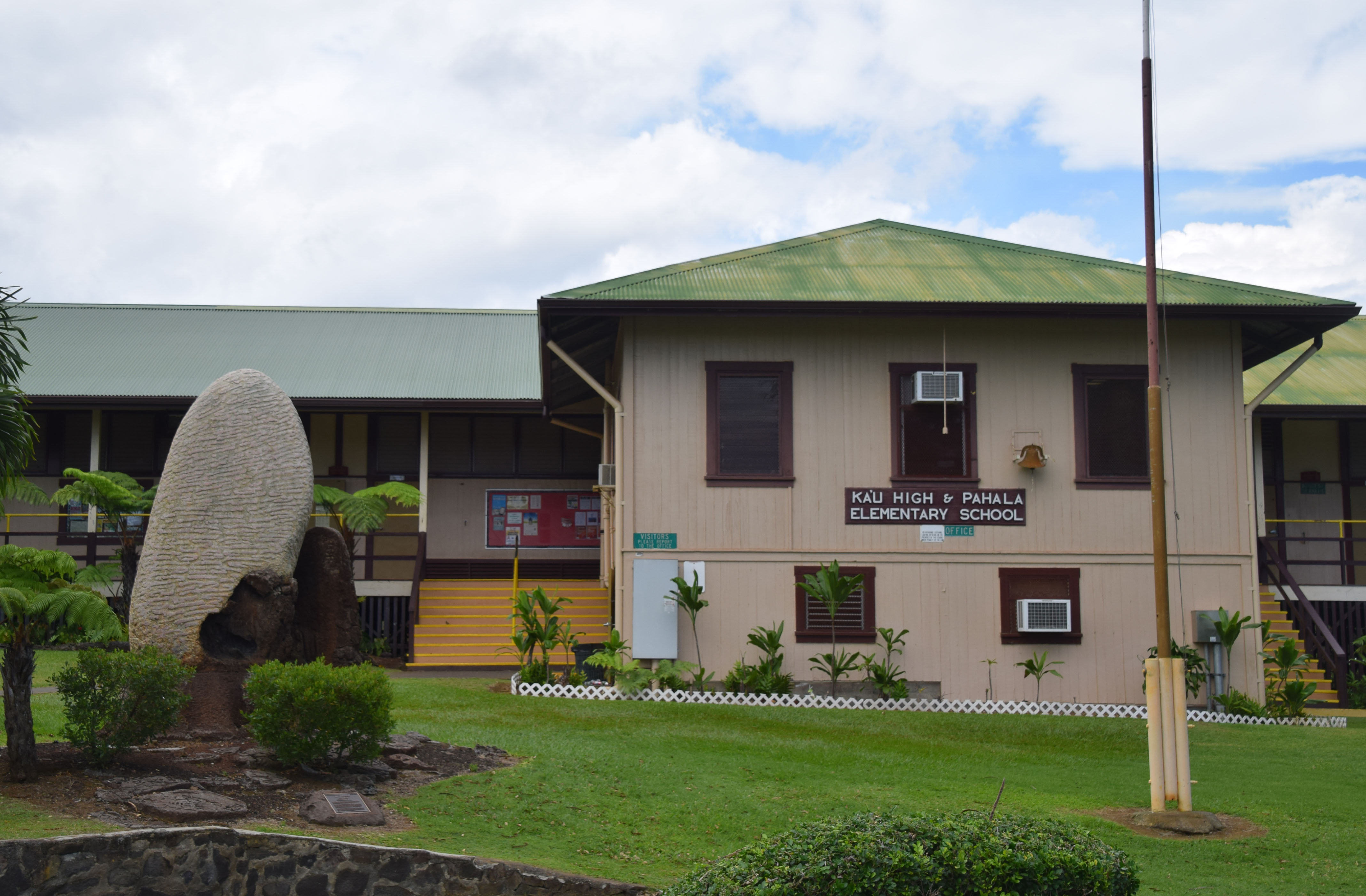
カウ高校とパハラ小学校 - 校舎

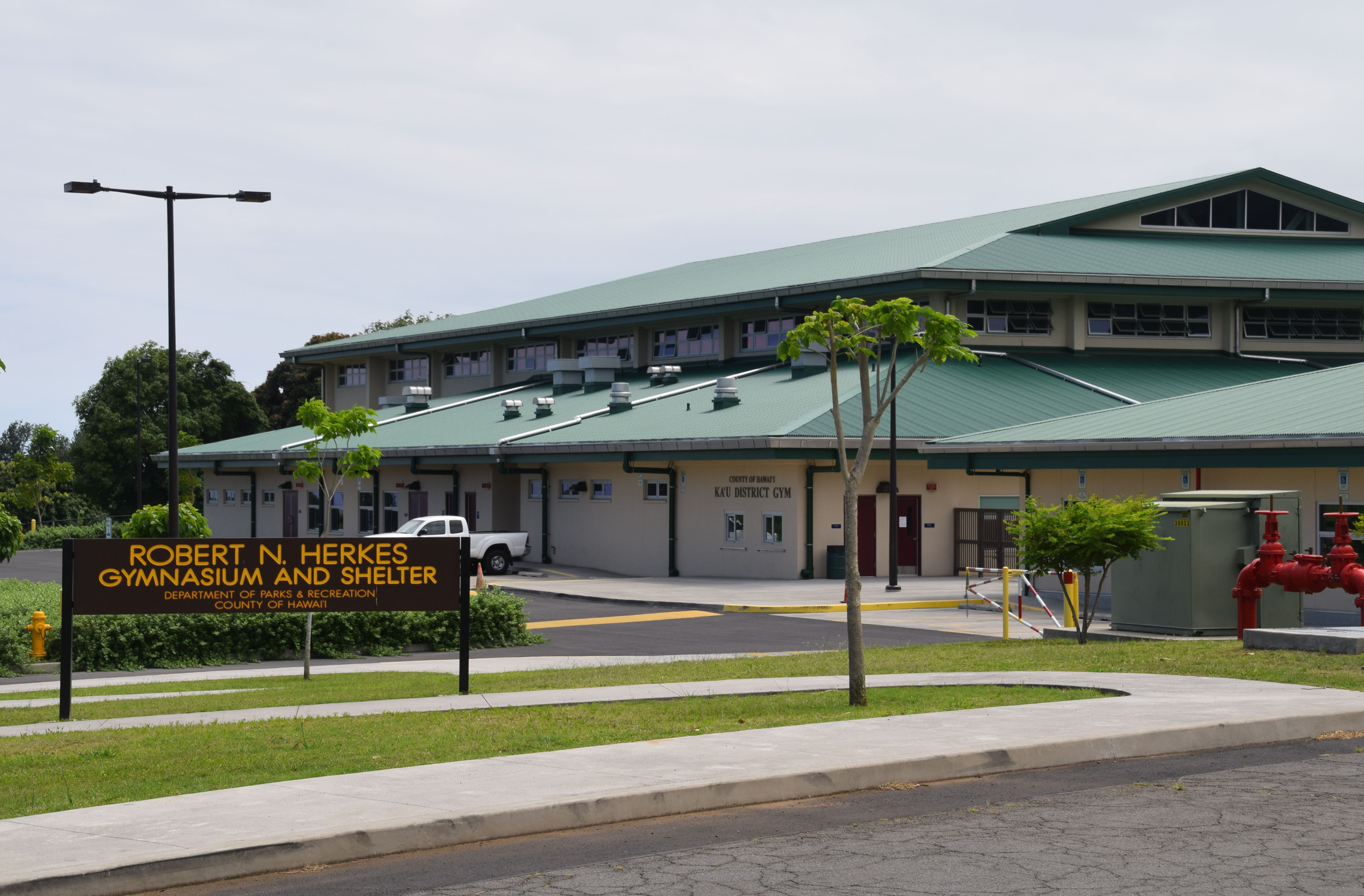
カウ高校とパハラ小学校 - 体育館とシェルター

カウ高校とパハラ小学校（カウこうこうとパハラしょうがっこう、英語: Kau High and Pahala Elementary School）は、アメリカ合衆国ハワイ州ハワイ島のカウ地区のパハラにあるハワイ州教育省の公立高校（9年～12年）、中学、小学校（幼稚園を含む）である。

## 学校の発足
高校は1881年にハワイ島では最初に建てられた歴史ある公立学校で、マウイ島のミッション・スクール（1831年創立、後のラハイナルア公立高校、オアフ島のフォート街学校（1865年創立、後のマッキンレイ高校に次いで、ハワイ州でも3番目の学校であった。
この学校の発足当時、パハラにはハワイ農業会社（Hawaiian Agricultural Company）があり、これは後にカウ・シュガー・カンパニーになり、沢山の移住者が働いていて、子弟が学べる学校を求めていた。 

## パハラと生徒数
サトウキビ畑がほぼなくなった現在でも、カウ・コーヒー会社などがあり、パハラはカウ地区の中心地で、地区の病院もコミュニティー・センターもここにある。校内にある体育館兼シェルターは2014年にオープンし、この建物の計画に尽力した地元選出の下院議員の名を取って「Robert N. Herkes Gymnasium and Shelter」と翌々年の2016年に命名された。現在、約800人がこの学校で学んでいる。

## 交通
住所は96-3150 Pikake Street。ハワイ州道11号線のパハラ（カウ病院がある交差点）で山側へカマニ・ストリート（Kamani Street）に入り、ピカケ・ストリート（Pikake Street＝Wood Valley Road）との交差点を過ぎてすぐ右。